# Refuge du Plan du Lac
Le refuge du Plan du Lac est un refuge situé en France dans le département de la Savoie en région Auvergne-Rhône-Alpes.

## Caractéristiques et informations

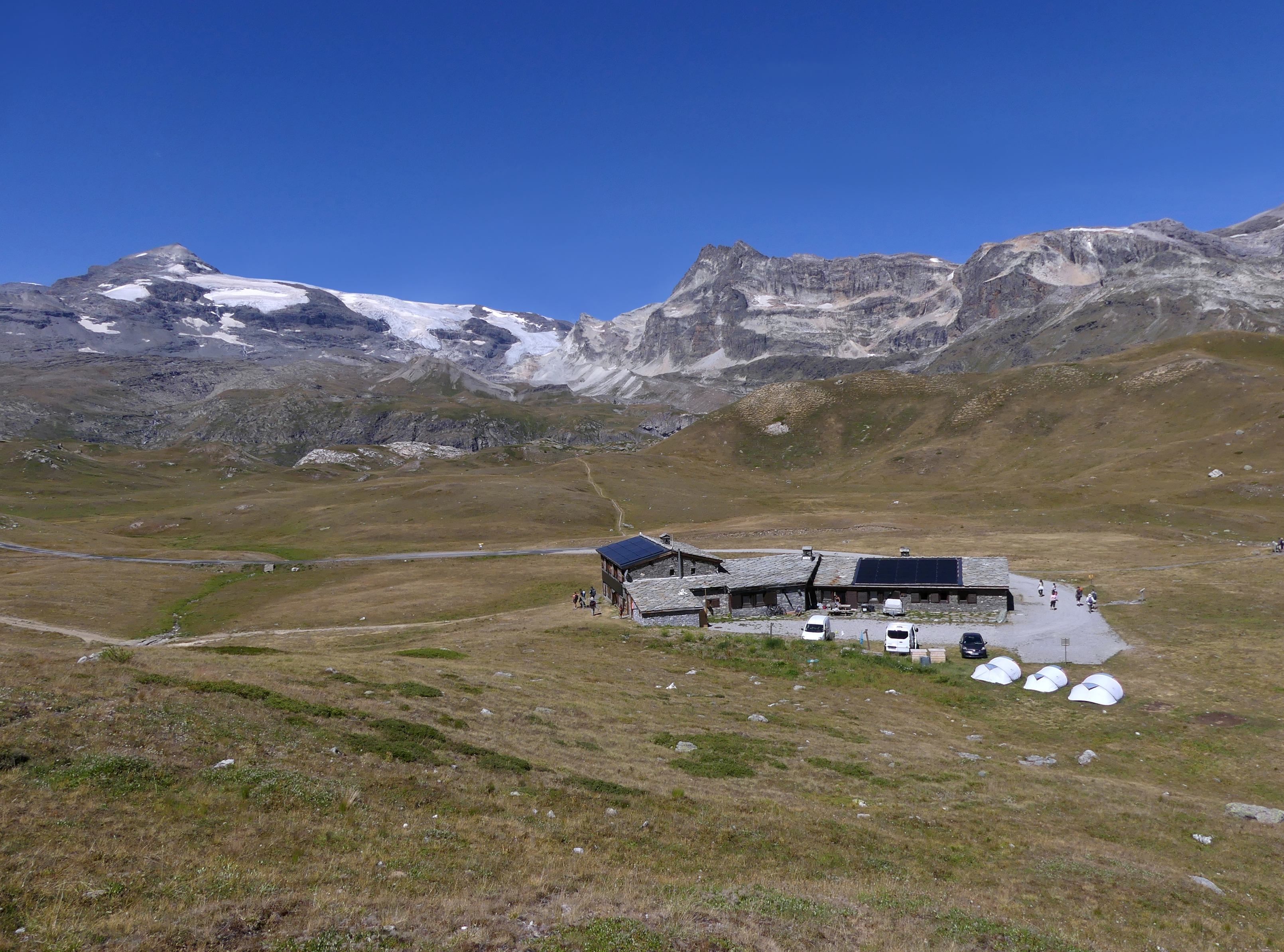
Refuge et glaciers de la Vanoise.

Ce refuge bénéficie d'un gardiennage durant une partie de l'année. Sa capacité d'accueil est de 42 places, cependant lorsqu'il n'est pas gardé le nombre de places s'élève à 20. Le refuge dispose d'une salle hors-sac pourvue de divers équipements.

## Accès
Pour accéder au refuge du Plan du Lac, il faut se rendre au parking de Bellecombe. Ensuite, entamer une marche au nord de Termignon. La durée du parcours est d'environ 50 minutes.

## Particularités
Du refuge on peut observer non loin les torrents de la Rocheure et de la Leisse. Au nord on peut observer la Grande Casse ainsi qu'une partie du Grand roc Noir. À l'ouest, sont visibles les glaciers de la Vanoise.